# Bác sĩ phẫu thuật

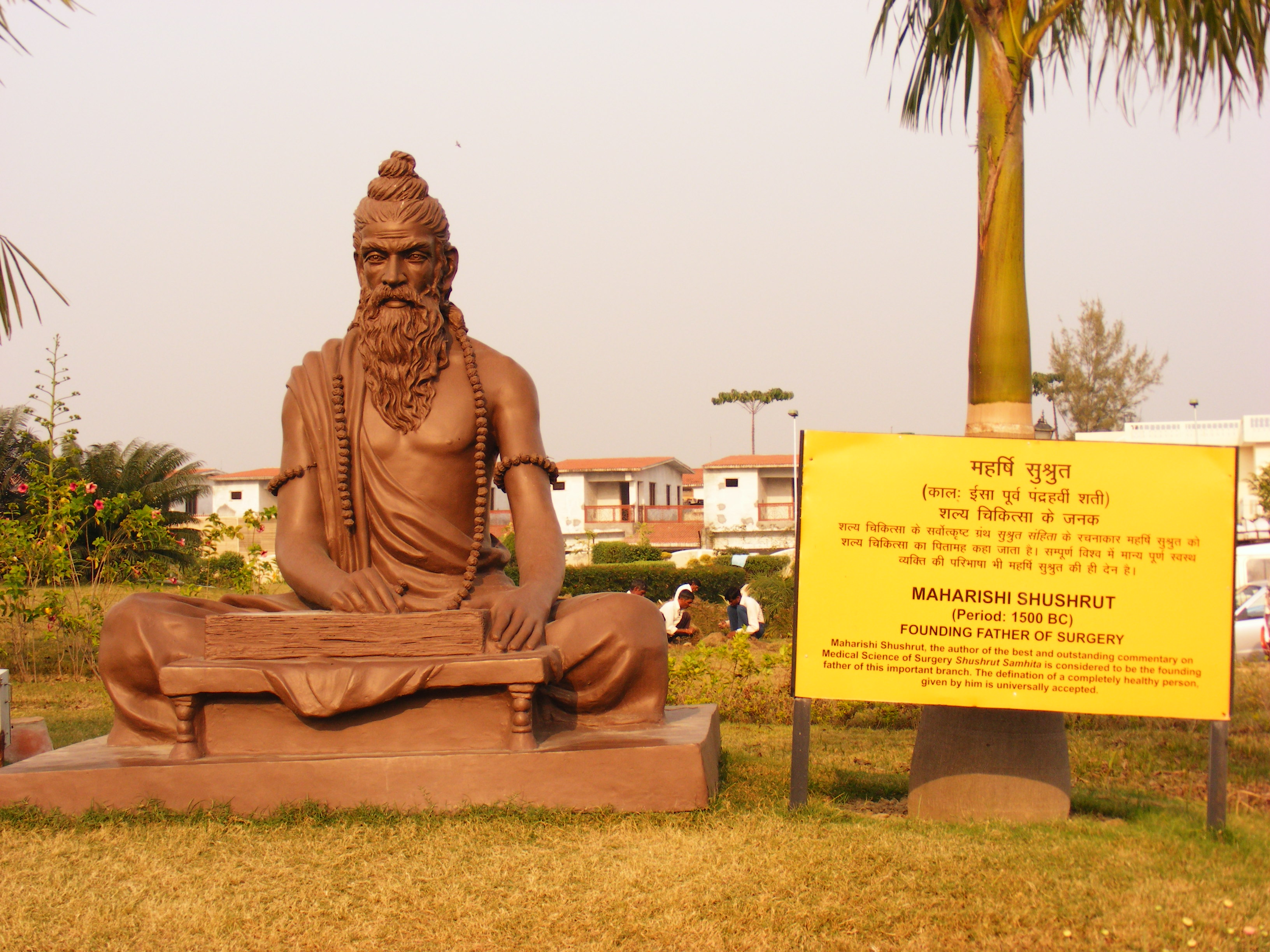
Một bức tượng dành riêng cho bác sĩ phẫu thuật người Ấn Độ cổ đại Sushruta, bác sĩ phẫu thuật đầu tiên trên thế giới, được nhiều người coi là 'Cha đẻ của ngành phẫu thuật' và là người tiên phong của Phẫu thuật thẩm mỹ.

Trong y học hiện đại, bác sĩ phẫu thuật là một bác sĩ thực hiện các hoạt động phẫu thuật. Ngoài ra còn có bác sĩ phẫu thuật chi và khớp, bác sĩ phẫu thuật nha khoa và bác sĩ phẫu thuật thú y.

## Lịch sử

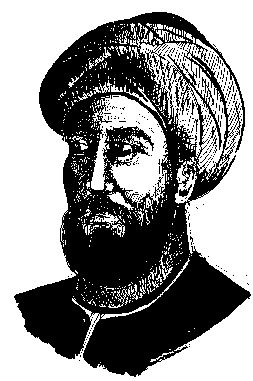
Al-Zahrawi, bác sĩ trong thời kỳ hoàng kim Hồi giáo được nhiều người coi là một trong những " Cha đẻ của Phẫu thuật Hiện đại "

Người đầu tiên ghi nhận một cuộc phẫu thuật là bác sĩ phẫu thuật người Ấn Độ thế kỷ thứ 6 TCN, Sushruta. Ông chuyên về phẫu thuật thẩm mỹ và đã ghi nhận thực hiện ngay cả một ca phẫu thuật nâng mũi. Kiệt tác của ông Suśruta-saṃhitā là một trong những chuyên luận cổ xưa quan trọng nhất còn tồn tại về y học và được coi là một văn bản nền tảng của Ayurveda và phẫu thuật. Chuyên luận này đề cập đến tất cả các khía cạnh của y học nói chung, nhưng dịch giả GD Singhal đã gọi Suruta là "cha đẻ của can thiệp phẫu thuật" dựa trên các mô tả phẫu thuật chính xác và chi tiết được tìm thấy trong tác phẩm.
Sau sự suy giảm cuối cùng của Trường phái Y khoa Sushruta ở Ấn Độ, phẫu thuật đã bị bỏ qua phần lớn cho đến khi bác sĩ phẫu thuật Thời kỳ hoàng kim Al-Zahrawi (936-1013), tái lập phẫu thuật như một phương pháp y học hiệu quả. Ông được coi là bác sĩ phẫu thuật thời trung cổ vĩ đại nhất xuất hiện từ Thế giới Hồi giáo, và được mô tả là cha đẻ của phẫu thuật. Đóng góp lớn nhất của ông cho ngành y là Kitab al-Tasrif, một bộ bách khoa toàn thư gồm ba mươi tập về thực hành y tế. Ông là bác sĩ đầu tiên mô tả mang thai ngoài tử cung, và là bác sĩ đầu tiên xác định bản chất di truyền của chứng ưa chảy máu.
Những đóng góp tiên phong của ông trong lĩnh vực phẫu thuật và dụng cụ phẫu thuật đã có tác động to lớn đến phẫu thuật nhưng phải đến thế kỷ thứ 18, phẫu thuật như một ngành y khoa riêng biệt mới bắt đầu xuất hiện ở Anh.
Ở châu Âu, phẫu thuật chủ yếu liên quan đến các bác sĩ phẫu thuật kiêm cắt tóc, những người cũng sử dụng các công cụ cắt tóc của họ để thực hiện các thủ tục phẫu thuật, thường xuyên ở chiến trường và cả cho chủ nhân của họ. Với những tiến bộ trong y học và sinh lý học, nghề thợ cắt tóc và bác sĩ phẫu thuật bắt đầu tách biệt; bởi các bác sĩ phẫu thuật cắt tóc từ thế kỷ 19 hầu như đã biến mất, và các bác sĩ phẫu thuật gần như là những bác sĩ có trình độ chuyên môn luôn luôn có chuyên môn về phẫu thuật. Tuy nhiên, Bác sĩ phẫu thuật tiếp tục được sử dụng làm danh hiệu cho các sĩ quan quân y cho đến cuối thế kỷ 19, và danh hiệu Bác sĩ phẫu thuật tiếp tục tồn tại cho cả sĩ quan quân y cao cấp và sĩ quan y tế công cộng cấp cao.

## Bác sĩ phẫu thuật tiên phong

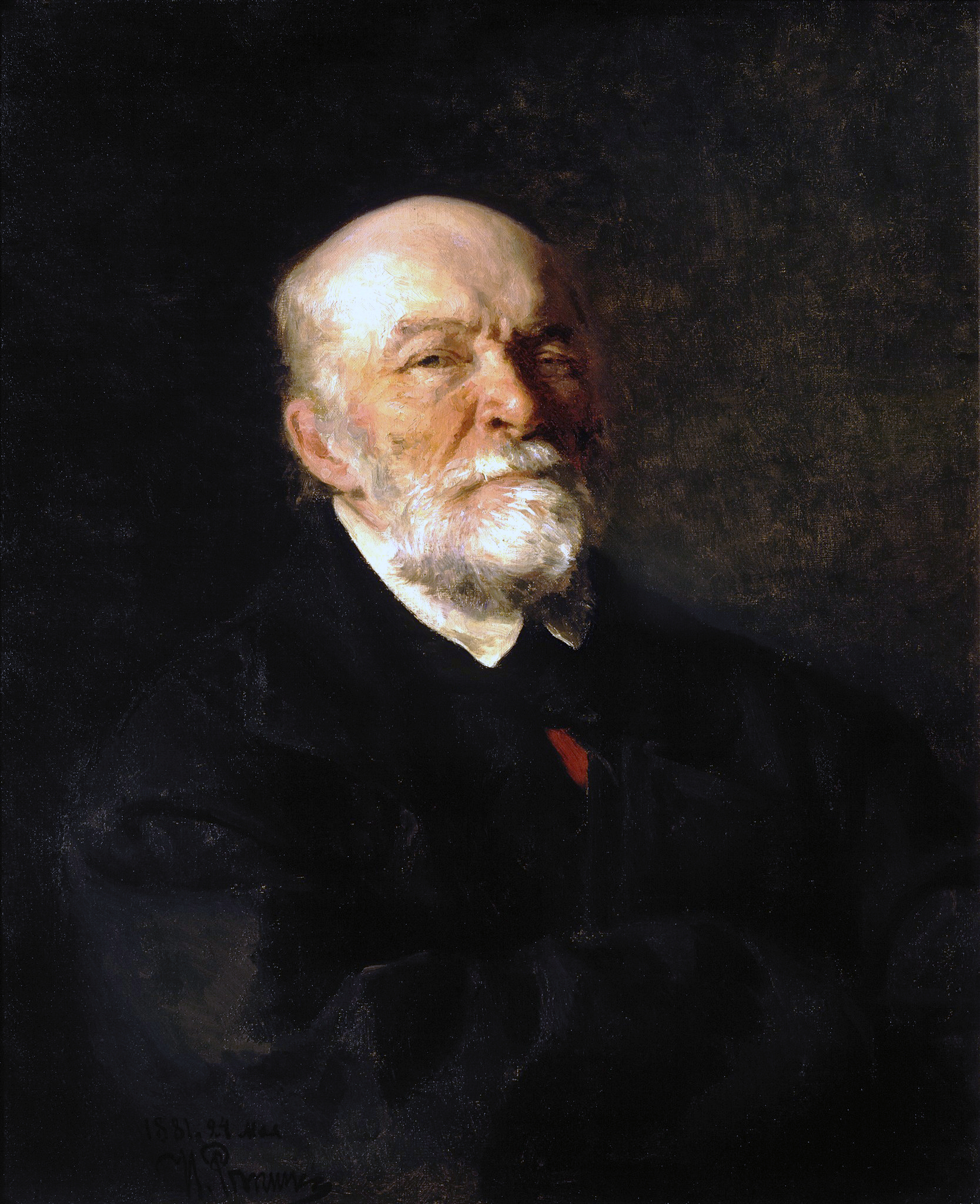
Bác sĩ phẫu thuật người Nga Nikolay Pirogov - người tiên phong phẫu thuật dã chiến

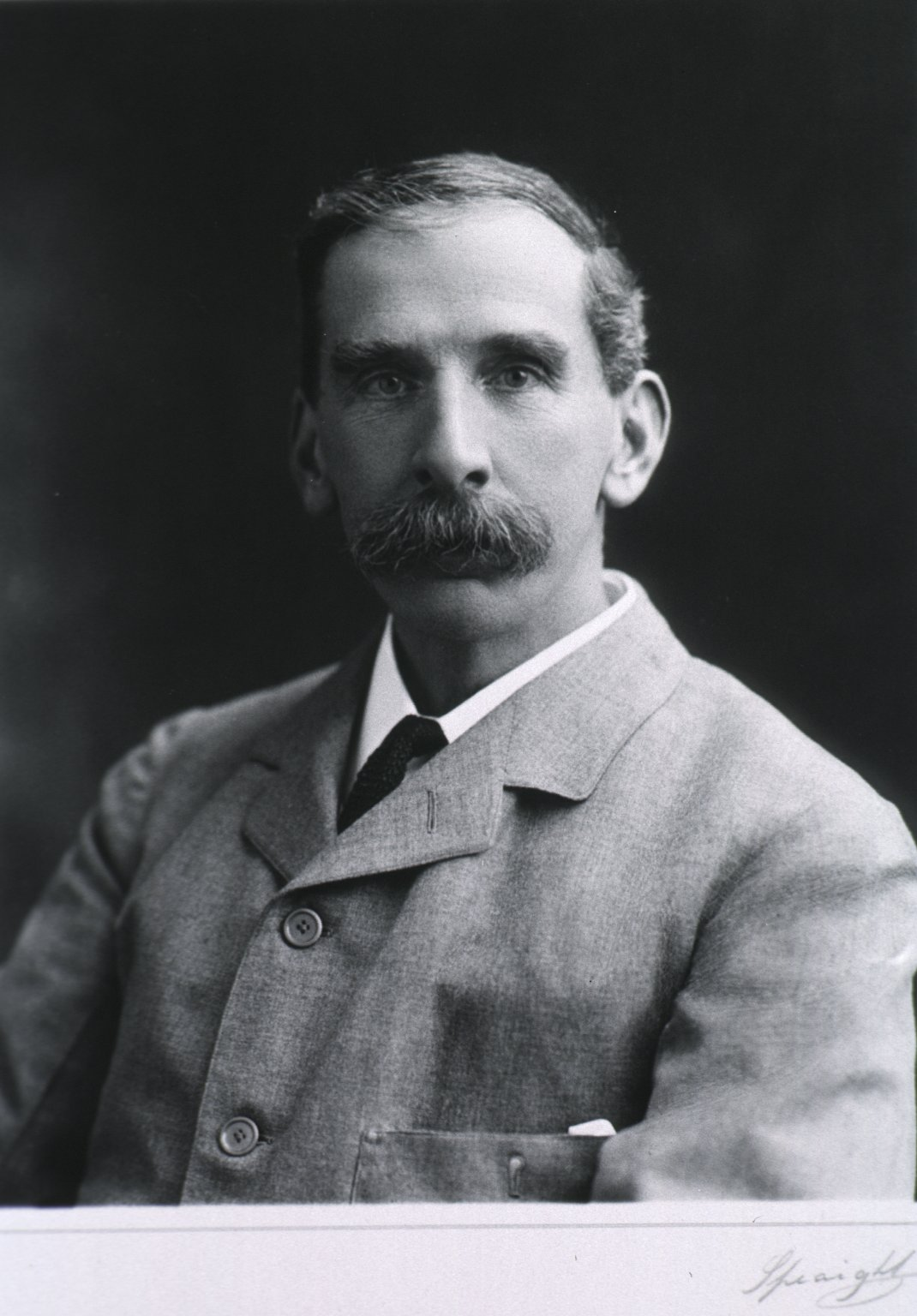
Victor Horsley tiên phong trong phẫu thuật thần kinh

- Sushruta (người đầu tiên ghi nhận đã làm phẫu thuật nâng mũi [1])
- al-Zahrawi, được coi là một trong những bác sĩ phẫu thuật thời trung cổ vĩ đại nhất và là cha đẻ của phẫu thuật.[5])
- Charles Kelman (Phát minh phacoemulsization, kỹ thuật phẫu thuật đục thủy tinh thể hiện đại)
- William Stewart Halsted (bắt đầu đào tạo cư trú phẫu thuật tại Hoa Kỳ, tiên phong trong nhiều lĩnh vực)
- Alfred Blalock (phẫu thuật tim mở thành công hiện đại đầu tiên vào năm 1944)
- C. Walton Lillehei (được dán nhãn "Cha của phẫu thuật tim mở hiện đại")
- Christiaan Barnard (phẫu thuật tim, ghép tim đầu tiên)
- Victor Chang bác sĩ Úc tiên phong về ghép tim
- John Hunter (người Scotland, được xem là cha đẻ của phẫu thuật hiện đại, đã thực hiện hàng trăm ca phẫu thuật, từng là mô hình mẫu cho nhân vật bác sĩ Jekyll.)
- Ngài Victor Horsley (phẫu thuật thần kinh)
- Lars Leksell (phẫu thuật thần kinh, người phát minh ra phẫu thuật radio)
- Joseph Lister (người phát hiện ra nhiễm trùng huyết phẫu thuật, Listerine được đặt tên để vinh danh ông)
- Harvey Cushing (người tiên phong và thường được coi là cha đẻ của ngành phẫu thuật thần kinh hiện đại)
- Paul Tessier (Bác sĩ phẫu thuật người Pháp, Cha đẻ của phẫu thuật sọ não)
- Gholam A. Peyman (Nhà phát minh ra LASIK,[6])
- Ioannis Pallikaris (bác sĩ phẫu thuật Hy Lạp. Thực hiện thủ thuật LASIK đầu tiên trên mắt người.[7] Phát triển Epi-LASIK.[8])
- Nikolay Pirogov (người sáng lập phẫu thuật dã chiến)
- Valery Shumakov (người tiên phong cấy ghép nội tạng nhân tạo)
- Svyatoslav Fyodorov (người tạo ra radial keratotomy)
- Gazi Yasargil (bác sĩ phẫu thuật thần kinh Thổ Nhĩ Kỳ, người sáng lập phẫu thuật thần kinh)
- Rene Favaloro (bác sĩ phẫu thuật đầu tiên thực hiện phẫu thuật bắc cầu)
- Michael R. Harrison (người tiên phong trong phẫu thuật thai nhi)
- Michael DeBakey (nhà giáo dục và đổi mới trong lĩnh vực phẫu thuật tim)
- Fidel Pagés (người tiên phong gây tê ngoài màng cứng)
- Wilder Penfield (phẫu thuật thần kinh)
- Harold Gillies (người tiên phong của phẫu thuật thẩm mỹ)
- Maria Siemionow (người tiên phong của phẫu thuật ghép mặt gần như toàn bộ)